# سوکیا
سوکیا (انگلیسی: Sokkia) شرکت الکترونیک ژاپنی است، که در سال ۱۹۲۰ تأسیس شد.